# Рой Чоудхури, Деви Прасад
Деви Прасад Рой Чоудхури  (бенг. देवी प्रसाद राय चौधरी; 15 июня 1899, Рангпур — 15 октября 1975, Мадрас) — индийский живописец, график и скульптор.
Окончил Государственный колледж искусств, где учился у А. Тагора, позже в Лондоне, где знакомился с техникой европейской живописи. 
В 1928–1958 годах – директор Государственной школы искусств и ремёсел в Мадрасе.
С 1954 по 1960 год был президентом Национальной Академии художеств   (Лалит Кала Академи).
Для его творчества  реалистически претворяющего традиции национального искусства, характерны драматизм и движение. Живописные произведения художника со свойственной им тонкой цветовой гаммой, нередко отличает романтическая трактовка образа. 
Скульптура особенно остро выражает стремление автора к передаче непосредственных жизненных наблюдений. 

## Избранные произведения
- «Когда начинаются дожди»,
- портрет Р. Тагора (пастель),
- монумент «В память мучеников» (Патна, штат Бихар),
- скульптурные портреты.

## Галерея

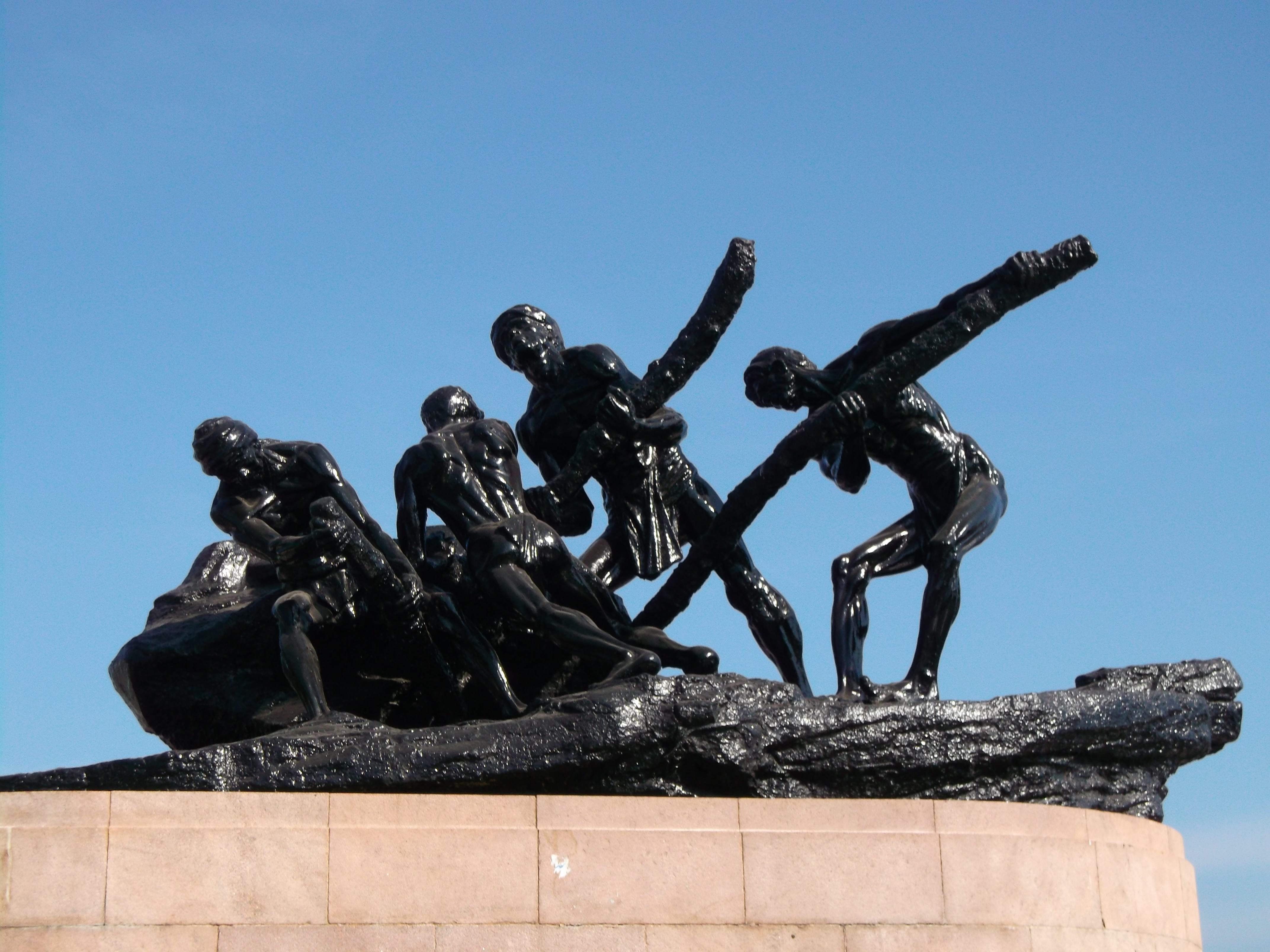
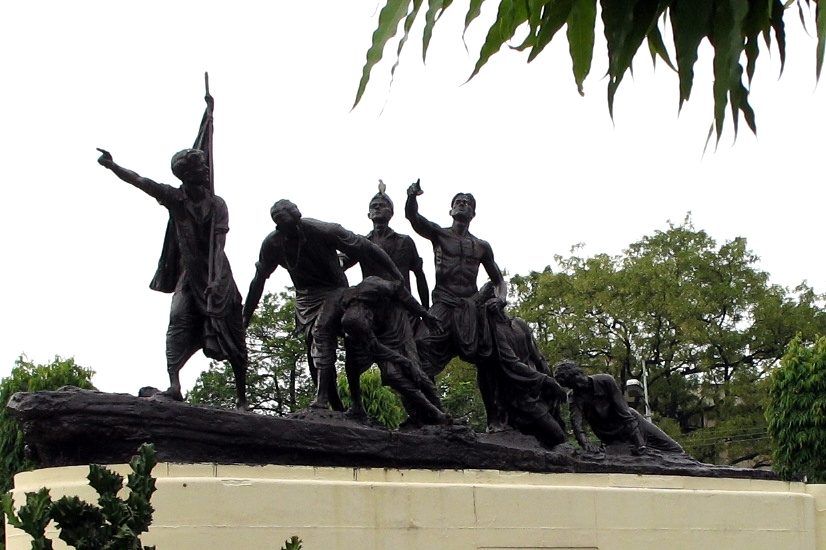
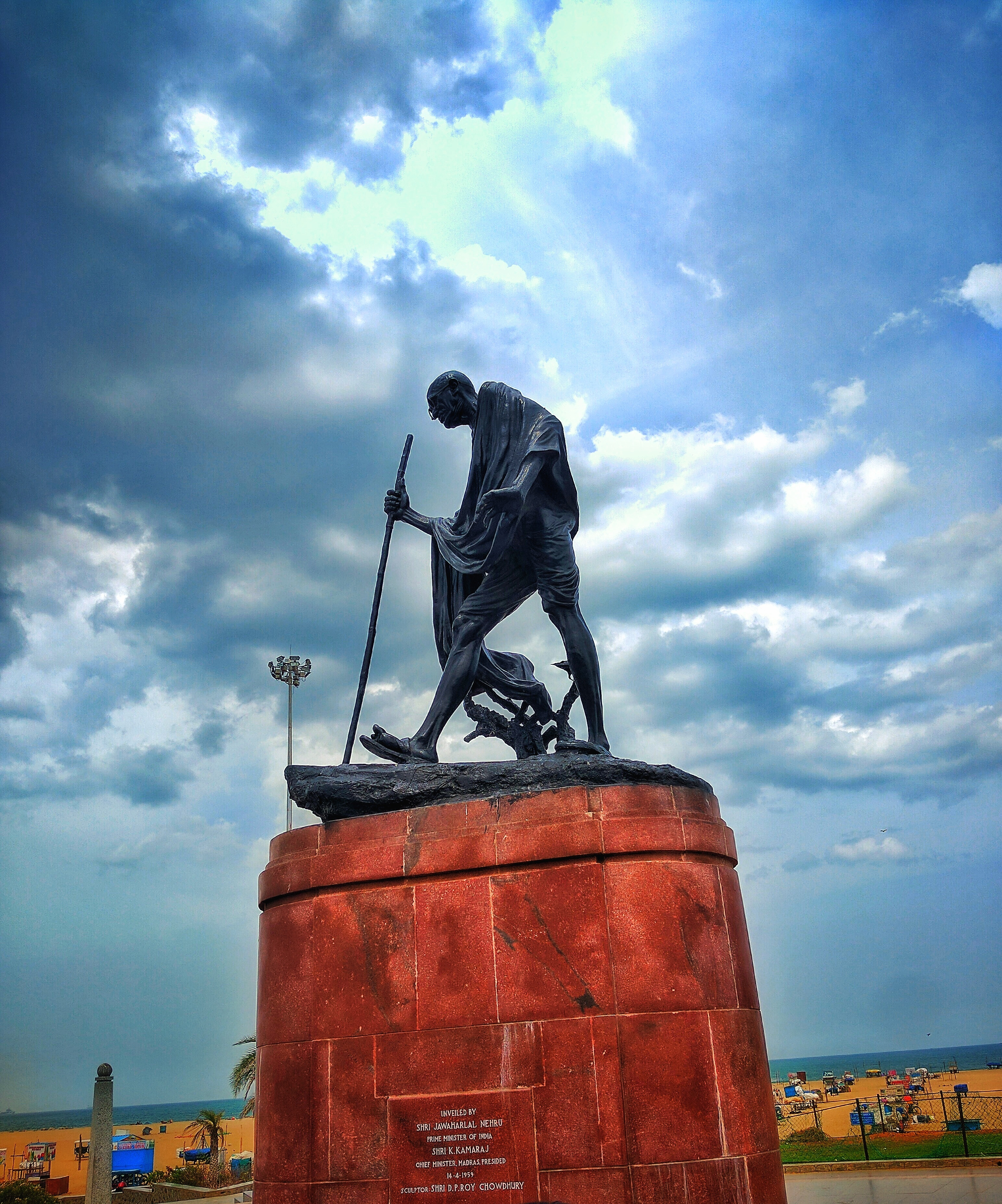